# CNH (기업)
CNH 주식회사는 경기도 부천시에 본사를 둔 컨설팅 및 투자자문 기업이다.

## 역사
- 1989년 8월 23일: 회사 설립
- 1994년 10월 7일: 코스닥 시장 상장
- 2000년 7월 14일: 조흥캐피탈로 사명변경
- 2002년 7월 19일: CNH캐피탈로 상호 변경
- 2009년 7월 22일: CNH로 사명 변경
- 2025년 7월 14일: 상장폐지[1][2][6]